# Reinaldo José Zacarias da Silva
Reinaldo José Zacarias da Silva (cunoscut ca Reinaldo), (n. 25 mai 1984, São Paulo) este un fotbalist brazilian care evoluează pe postul de mijlocaș central. În sezonul 2010-2011 a fost legitimat la echipa din Liga I, Universitatea Cluj.